# Gorzędów (gromada)
Gorzędów – dawna gromada, czyli najmniejsza jednostka podziału terytorialnego Polskiej Rzeczypospolitej Ludowej w latach 1954–1972.
Gromady, z gromadzkimi radami narodowymi (GRN) jako organami władzy najniższego stopnia na wsi, funkcjonowały od reformy reorganizującej administrację wiejską przeprowadzonej jesienią 1954 do momentu ich zniesienia z dniem 1 stycznia 1973, tym samym wypierając organizację gminną w latach 1954–1972.
Gromadę Gorzędów siedzibą GRN w Gorzędowie utworzono – jako jedną z 8759 gromad na obszarze Polski – w powiecie piotrkowskim w woj. łódzkim, na mocy uchwały nr 35/54 WRN w Łodzi z dnia 4 października 1954. W skład jednostki weszły obszary dotychczasowych gromad Zuchowice i Grabostów ze zniesionej gminy Gorzkowice oraz wieś Gorzędów, kolonia Gorzędów i część parcelacji Gorzędów z dotychczasowej gromady Gorzędów ze zniesionej gminy Kamieńsk w tymże powiecie. Dla gromady ustalono 12 członków gromadzkiej rady narodowej.
Gromadę zniesiono 1 stycznia 1959, a jej obszar włączono do gromad Kamieńsk (wieś i parcelację Gorzędów) i Gorzkowice (wieś Grabostów, kolonię Gorzędów oraz wieś, kolonię i parcelację Żuchowice) w tymże powiecie.